# Diecezja Adria-Rovigo
Diecezja Adria-Rovigo (łac. Diœcesis Adriensis-Rhodigiensis) – diecezja Kościoła rzymskokatolickiego w północno-wschodnich Włoszech, w metropolii Wenecji, w regionie kościelnym Triveneto.
Została erygowana w VII wieku jako diecezja Adrii. Obecną nazwę otrzymała podczas reformy administracyjnej Kościoła włoskiego z 1986 roku. Ogromna większość parafii należących do diecezji leży na obszarze świeckiej prowincji Rovigo. Jedynie mała część znajduje się w prowincji Padwa.
Katedra diecezjalna znajduje się w mieście Adria, natomiast kuria biskupia zlokalizowana jest w Rovigo.

## Główne świątynie
- Katedra: Katedra świętych Piotra i Pawła w Adrii
- Konkatedra: Konkatedra św. Stefana w Rovigo
- Bazyliki mniejsze:
  - Bazylika św. Apolinarego w Sant’Apollinare
  - Bazylika św. Bellinusa w San Bellino
  - Bazylika Matki Bożej Wniebowziętej w Adrii
  - Bazylika Matki Bożej z Pilastrello w Lendinarze

## Biskupi
- biskup diecezjalny: Pierantonio Pavanello (od 2015)